# Jacob Rothschild, 4:e baron Rothschild
Nathaniel Charles Jacob Rothschild, 4:e baron Rothschild, född 29 april 1936 i Cambridge, död 26 februari 2024, var en brittisk investmentbankir, filantrop samt medlem av finansfamiljen Rothschild.

## Biografi
Jacob Rothschild var sonson till Charles Rothschild (bror till Lionel Walter Rothschild, 2:e baron Rothschild) och äldste son till Victor Rothschild, 3:e baron Rothschild och dennes första fru Barbara Judith (född Hutchinson). Den unge Rothschild erhöll utbildning vid Eton College följt av Christ Church College vid Oxfords universitet.
Från 1963 arbetade Rothschild för den familjeägda banken N M Rothschild & Sons i London, innan han avgick 1980 efter en familjedispyt med Evelyn de Rothschild. Efter 1980 fortsatte Jacob Rothschild med att 1991 grunda J. Rothschild Assurance Group (som senare byt namn till St. James's Place plc) med Mark Weinberg.
Rothschild var ledamot i rådet för Hertigdömet Cornwall under flera år då Charles III var prins av Wales. Rothschild var även på senare år ledamot i Blackstone Groups International Advisory Board.

## Utmärkelser
- Brittiska imperieorden (GBE) (1998)[19]
- Ledamot av Förtjänstorden (OM) (2002)[20]
- Victoriaorden (CVO) (2020)[21]